# Stadio Szombierek Bytom
Lo Stadio Szombierek Bytom (in polacco Stadion Szombierek Bytom) è uno stadio della città polacca Bytom di proprietà dello stato. Trae il nome dal quartiere in cui è situato, Szombierki.